# Tuğrul Erat
Tuğrul Erat (en azéri : Toğrul Erat), né le 17 juin 1992 à Nettetal en Allemagne, est un footballeur international azerbaïdjanais, qui évolue au poste de milieu droit. 
Il compte quatre sélections en équipe nationale depuis 2014.

## Biographie

### Carrière de joueur
Tuğrul Erat dispute 34 matchs en deuxième division allemande, pour 2 buts inscrits (statistiques arrêtées au 12 septembre 2015).

### Carrière internationale
Tuğrul Erat compte deux sélections avec l'équipe d'Azerbaïdjan depuis 2014. 
Il est convoqué pour la première fois par le sélectionneur national Berti Vogts pour un match amical contre les Philippines le 5 mars 2014 (victoire 1-0).